# Vitrea minellii
Vitrea minellii is een slakkensoort uit de familie van de Pristilomatidae. De wetenschappelijke naam van de soort is voor het eerst geldig gepubliceerd in 1983 door L. Pinter & F. Giusti.